# Laricobius kangdingensis
Laricobius kangdingensis is een keversoort uit de familie tandhalskevers (Derodontidae). De wetenschappelijke naam van de soort is voor het eerst geldig gepubliceerd in 2007 door Zilahi-Balogh & Jelínek.
De soort komt voor in China (Sichuan).